# Michele di Vieri

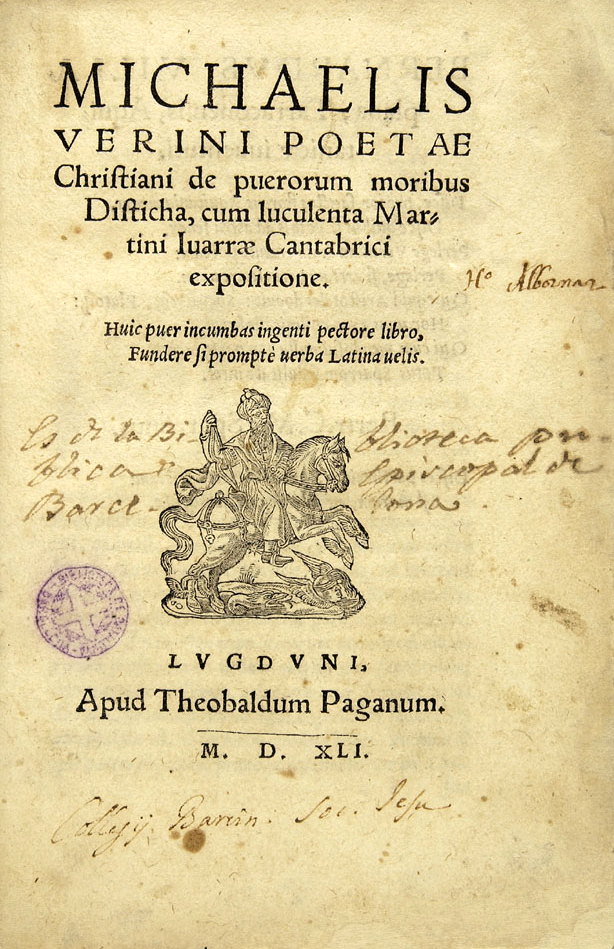
Un'edizione dei Distici di Michele Verino conservata presso la Biblioteca Pública Episcopal di Barcellona

Michele di Vieri (Minorca, 17 novembre 1469 – Roma, 30 maggio 1487) è stato un poeta italiano.

## Biografia
Meglio conosciuto come Michele Verino, era figlio del poeta Ugolino di Vieri.
Frequentò giovanissimo la scuola di poesia del padre insieme a Pietro Crinito del quale fu poi grande amico.
Scrive a Piero Ridolfi:
()
Morì appena diciottenne in conseguenza di un colpo all'inguine ricevuto durante una partita al gioco del maglio. I medici tentarono in extremis un'orchiectomia, l'amputazione dei testicoli, ma non servì a salvargli la vita. Del suo epitaffio si incaricò Angelo Poliziano che scrisse:  «Verinus Michael florentibus occidit annis, / Moribus ambiguum maior an ingenio. / Disticha composuit docto miranda parenti / que claudunt gyro grandia sensa brevi». Versi resi successivamente celebri da Cervantes che li cita nel Don Chisciotte.
L'anno della morte venne pubblicata l'unica sua opera, composta a partire dal 1478, ovvero una raccolta di sentenze morali in distici latini dal titolo De puerorum moribus disticha. Il libretto divenne subito popolarissimo e molti pedagoghi cominciarono ad usarlo come libro di testo nelle scuole. Un successo che andò oltre la Toscana e valicò perfino le Alpi. Quasi contemporaneamente alla pubblicazione, l'opera venne tradotta in francese da Claude Odde de Triors, del Delfinato, che mantenne la struttura in versi e da Claude Hardy, parigino, che invece la trascrisse in prosa. Poi nel 1489 uscì anche una versione spagnola dei distici e nel 1512 una catalana. Rimangono, manoscritte nei codici della Biblioteca Laurenziana, anche una serie di sue lettere.